# Aktion Ossawakim
Als Aktion Ossawakim (eigentlich „Operation Ossoawiachim“, russisch Операция Осоавиахим Operazija Ossoawiachim) wird eine sowjetische Geheimoperation unter Leitung der Sowjetischen Militäradministration in Deutschland (SMAD) durch Iwan Serow bezeichnet, bei der im Wesentlichen ab den frühen Morgenstunden des 22. Oktober 1946 mehr als 2500 ausgewählte deutsche Fachkräfte (russisch Специалисты; also Wissenschaftler, Ingenieure und Techniker, die auf Spezialgebieten tätig waren) aus militär- und wirtschaftspolitisch relevanten Betrieben und Institutionen der sowjetischen Besatzungszone Deutschlands (SBZ) und dem sowjetischen Sektor von Berlin sowie weitere ca. 4000 Familienangehörige zur Zwangsarbeit in die Sowjetunion verschleppt wurden.:132
Mit ihrem Vorgehen verstieß die Sowjetunion gegen die Kontrollratsproklamation Nr. 2 (Zusätzliche an Deutschland gestellte Forderungen) vom 20. September 1945, die festgelegt hatte, dass die Auswahl der zu Reparationsleistungen ins Ausland verschickten deutschen Arbeitskräfte und die entsprechenden Maßnahmen von deutschen Behörden so, wie sie „von den Alliierten Vertretern angeordnet“ wurden, durchzuführen seien. Diese Verletzung alliierter Bestimmungen hatte am 24. Oktober 1946 einen Protest des britischen Vertreters in der Alliierten Kommandantur zur Folge, der mit Zustimmung des amerikanischen und französischen Vertreters an den Alliierten Kontrollrat weitergeleitet wurde.
Die Aktion Ossawakim diente der Absicherung des Know-how-Transfers und wird in Russland als „Ausländische Experten in der UdSSR“ (Иностранные специалисты в СССР) umschrieben. Teilweise wurden die Familien der Betroffenen sowie deren Mobiliar mit verlagert. Die Jahre in der Sowjetunion verliefen ohne Arbeitsverträge und oft ohne Legitimation durch Personaldokumente.

## Namensherkunft
Die Bezeichnung „Aktion Ossawakim“ wurde vermutlich durch den Sender Deutsche Allgemeine Nachrichtenagentur der US-amerikanischen Besatzungsmacht erstmals am 23. Oktober 1946 verwendet in Anlehnung an die damalige sowjetische Großorganisation OSSOAWIACHIM (russisch Общество содействия обороне, авиационному и химическому строительству Obschtschestwo sodeistwija oboronje, awiazionnomu i chimitscheskomu stroitelstwu, deutsch Gesellschaft zur Förderung der Verteidigung, des Flugwesens und der Chemie), die im Zweiten Weltkrieg die Rekrutierung von Zivilisten für die Rote Armee betrieb.:108 Die Vorläuferorganisation der CIA verwendete den Begriff Operation Ossavakim erstmals am 13. Januar 1947.
Nach der Ersterwähnung der Aktion Ossawakim, wenige Tage nach dem 22. Oktober 1946, erscheint die Benennung „Aktion Ossawakim“ erneut erst 1953 bei Beendigung der Verschleppung. Im Angelsächsischen findet sich Transkription Operation Osoaviakhim.

## Vorgeschichte
Mit dem absehbaren Ende des Zweiten Weltkriegs bereiteten sich die Alliierten darauf vor, deutsches Know-how abzuschöpfen. Kurz vor Kriegsende einigten sie sich während der Konferenz von Jalta, dass auch die Nutzung von Arbeitskräften als Reparationsleistung möglich war, worauf ein Wettlauf um die klügsten Köpfe begann. An erster Stelle stand die Kernphysik zur Entwicklung der Atombombe.
Unmittelbar nach der Kapitulation Deutschlands sicherten die Westmächte in den von ihnen besetzten Zonen (darunter auch Thüringen) Fachkräfte, Dokumente, Labors und Material, auch um sie dem Zugriff der Sowjetunion zu entziehen. Die US-amerikanische Operation Overcast verpflichtete auf weitgehend freiwilliger Basis 115 deutsche Raketenspezialisten um Wernher von Braun; die britische Operation Epsilon internierte 10 deutsche Atomphysiker, darunter Werner Heisenberg und Otto Hahn, in Farm Hall. Das sowjetische Atombombenprojekt sicherte sich eine Gruppe von knapp 100 deutschen Spezialisten, darunter Gustav Hertz, Nikolaus Riehl, Peter Adolf Thiessen und Manfred von Ardenne, und brachte sie im Frühjahr 1945 „nicht ganz freiwillig, aber ohne physischen Druck“ in die Sowjetunion.:48–82 Darüber hinaus wurden 1945 weitere deutsche Spezialisten, die sich zur Zusammenarbeit bereit erklärt hatten, in die Sowjetunion gebracht, vorübergehend im Butyrka-Gefängnis eingesperrt wie der Motorenkonstrukteur Ferdinand Brandner (Junkers Dessau), und später unter Scharaschka-ähnlichen Bedingungen in besonderen Spezialistenlagern eingesetzt.
Weitere militärisch und industriell relevante Forschungsbereiche wie die Raketentechnik des Aggregat 4 (bzw. Vergeltungswaffe V2), Kreiselplattformen zur autonomen Navigation, moderne Konstruktionen im Flugzeugbau wie Strahltriebwerke, elektronische und optische Geräte, Farbfilmtechnik und Chemiewaffen verblieben zunächst in der Sowjetischen Besatzungszone (SBZ) und wurden zunächst als sogenannte Versuchs-Konstruktions-Büros oder Sonderkonstruktionsbüros (OKBs) eingerichtet, die unter sowjetisch-deutscher Leitung standen. Die Anwerbung von deutschen Fachkräften war eine der Aufgaben der sogenannten Trophäenkommissionen. Das Institut Nordhausen in der Umgebung von Bleicherode und das Institut Berlin dienten zur Rekonstruktion der deutschen Fernlenkwaffen unter Nutzung der vorhandenen Infrastruktur, mit zuletzt mehr als 5.000 deutschen Mitarbeitern der Zentralwerke in Bleicherode (auf Basis der Infrastruktur der Mittelwerk GmbH) unter der Leitung von Helmut Gröttrup.:91–105 Für die Raketenentwicklung in Deutschland waren als Fachberater von Seiten der Sowjetunion die Raketen-Konstrukteure Sergei Koroljow und Walentin Gluschko im Range eines Offiziers u. a. im Institut Nordhausen abgeordnet und an dieser Aktion beteiligt. Sonderkonstruktionsbüros in Dessau, Staßfurt, Halle und Berlin führten die Aktivitäten im Flugzeugbau mit zuletzt mehr als 8.000 deutschen Mitarbeitern fort unter der Leitung von Brunolf Baade, Alfred Scheibe, Karl Prestel, Heinz Roessing und Peter Lertes.
Das Potsdamer Abkommen vom 2. August 1945 verbot, in Deutschland Waffen zu entwickeln und herzustellen.:61–80 Jedoch wurden die Kontrollratsbestimmungen zur Beschränkung der deutschen Forschung von der SMAD äußerst lax gehandhabt und Institutionen wurden in Sowjetische Aktiengesellschaften (SAG) überführt. Einige sowjetische Führungskreise erwogen, diese Institutionen in ihr Mutterland zu überführen. Das wiederum wurde von anderen sowjetischen Führungskreisen abgelehnt mit der Begründung, dass man sich nicht die Konkurrenz ins eigene Land hole. Daraufhin entschied Stalin am 2. April 1946 den Ortswechsel von Fachpersonal und Material in die Sowjetunion. Für die deutsche Triebwerks- und Flugzeugindustrie wurde am 19. April 1946 der Geheimbefehl Nr. 228ss des Ministeriums der Luftfahrtindustrie der UdSSR unter Michail Chrunitschew erlassen, der im Detail die Verlegung von Mensch und Material festlegte.
Die erst im Nachhinein als Aktion Ossawakim bezeichnete Operation wurde durch Beschluss Nr. 1017-419 des Ministerrats der UdSSR am 13. Mai 1946 zur „Überführung der Konstruktionsbüros und von ca. 2.000 deutschen Spezialisten bis Ende 1946“ eingeleitet, und das MWD beauftragte Iwan Serow, den Leiter der Sowjetischen Militäradministration in Deutschland, mit den geheimen Vorbereitungen.:108–110,126. Die Sowjetunion wollte damit den vollständigen Zugriff auf die deutschen Technologien sowohl durch Transfer des Expertenwissens als auch durch die Demontage der Produktionsanlagen und deren Wiederaufbau in der Sowjetunion sicherstellen. Mit der Verfügung des Ministerrates der UdSSR Nr. 1539-686 vom 9. Juli 1946 legte Stalin den 22. Oktober 1946 als Beginn der Demontagearbeiten fest.
Die Aktion Ossawakim war in ihrer Dimension beispiellos: In einer konzertierten, geheimgehaltenen Aktion wurden am 22. Oktober 1946 innerhalb eines halben Tages Einrichtungen in der gesamten sowjetischen Besatzungszone einbezogen und 92 Güterzüge zum Abtransport bereitgestellt. Detailliert stellte sich das zum Beispiel so dar: Kurt Magnus bemerkte Tage vorher auf dem Bahnhof von Bleicherode ein ungewöhnliches geschäftiges Treiben sowjetischen Militärs und die Ankunft von Güterzügen. – Einem Dessauer gelang Stunden vorher die Flucht. Eine telefonische Warnung seinerseits an Kollegen war nicht möglich; das Telefonnetz war stillgelegt. Ebenso ruhte der öffentliche Personen-Nahverkehr in Dessau. – Ein Konstrukteur der Zeiss-Werke erlitt einen tödlichen Herzinfarkt, als er von seinem Abtransport erfuhr.
In der Ersterwähnung der Aktion Ossawakim wurden Betriebe und Einrichtungen genannt, die in den später bekannt gewordenen Geheimbefehlen bestätigt und ergänzt wurden.

## Ablauf

### Die Verschleppung und ihre Folgen
In der Nacht vom 21. Oktober 1946, dem Tag nach den Landtagswahlen in der SBZ und der Wahl zur Stadtverordnetenversammlung von Groß-Berlin 1946, zum 22. Oktober 1946 wurden sowjetische Offiziere mit Dolmetscher in Begleitung eines bewaffneten Soldaten bei den Wohnungen der deutschen Spezialisten vorstellig und forderten sie auf, ihr Eigentum zu verpacken. LKWs und Eisenbahnen standen für den sofortigen Abtransport der Betroffenen mit ihren Familien nach einem für die Betroffenen unbekannten Ziel bereit. Insgesamt wurden im Rahmen der Aktion Ossawakim ca. 6735 Personen (davon ca. 4450 Familienmitglieder) meist gegen ihren Willen in die Sowjetunion gebracht.
Am 22. Oktober protestierte der Landesverband Berlin der SPD gegen die Verschleppungen. Am 24. Oktober erreichte den Alliierten Kontrollrat ein Protest des britischen Vertreters in der Alliierten Kommandantur, mit Zustimmung des amerikanischen und französischen, gegen die Überführung von 400 Berliner Facharbeitern, darunter Einwohner des britischen Sektors von Berlin, in die Sowjetunion als ein Verstoß gegen gültige arbeitsrechtliche Anordnungen der Kommandantur wie auch gegen die Menschenrechte. Eine Aussprache des Alliierten Kontrollrats über diese Verschleppung vertagte sein Koordinierungskomitee am 29. Oktober wegen „starker Differenzen über den freiwilligen oder unfreiwilligen Charakter der Transporte“ zwischen dem sowjetischen und den amerikanischen und britischen Vertretern.
In der SBZ und Ost-Berlin hingegen wurde die Verschleppung nach einem kurzen Aufschrei des FDGB totgeschwiegen. Sowohl die deutschen als insbesondere auch die sowjetischen Werkleitungen waren von dieser stabsmäßig vorbereiteten Aktion überrascht und vermochten nicht einzugreifen.
Der nach Gorodomlija verschleppte Kreiselspezialist Kurt Magnus schreibt darüber::40,46

„Erst Tage, sogar Jahre danach sind genauere Einzelheiten zu dieser großangelegten, perfekt geplanten und zugleich sorgfältig geheim gehaltenen Verschleppungsaktion durchgesickert. Nicht nur in Bleicherode, in der gesamten sowjetischen Besatzungszone hatte man schlagartig zugegriffen: in Halle, Leipzig und Dresden; in Dessau, Jena und Rostock; in Brandenburg, Potsdam und Ost-Berlin. … 92 Züge, mit dem Beutegut Mensch beladen, passierten damals Frankfurt/Oder.“

Trotzdem ging es den Betroffenen und ihren Familien gut im Vergleich zu Bürgern der Sowjetunion und der SBZ, wenn man von dem Leid der Verschleppung und Isolation absieht. Die Spezialisten verdienten anfangs deutlich mehr als ihre sowjetischen Kollegen bei besserer Wohnsituation und Essensversorgung. Die Wissenschaftler, Techniker und Facharbeiter wurden einzelnen Projekten und Arbeitsgruppen, vornehmlich in den Bereichen Luftfahrt- und Raketentechnik, Kernforschung, Chemie und Optik zugeordnet. Der Aufenthalt wurde auf etwa fünf Jahre angegeben. In der Folgezeit wurde auch zahlreiches Inventar von Betrieben aus dem Bereich der Spitzentechnologie demontiert und in die Sowjetunion verfrachtet, darunter von Carl Zeiss (Jena), Junkers (Dessau) und der Siebel-Werke (Halle). Dies war Teil der Reparationsleistungen, die im Potsdamer Abkommen vereinbart worden waren. Die genannte Verschleppung sicherte der Sowjetunion im Vorfeld die Spezialisten, die zur Bedienung und Weiterführung benötigt wurden. Man wollte den Ausbau der Rüstungsindustrie voranbringen, unter anderem die Atom- und Raketentechnik weiterentwickeln. Aus strategischen Gründen wollte man zudem die militärische Forschung und Entwicklung nicht in der SBZ belassen, zumal das Potsdamer Abkommen die Demilitarisierung Deutschlands vorsah.
Der Historiker Daniel Bohse formuliert das wie folgt:

„Den Sowjets ging es nur darum, das Spezialistenwissen der Techniker und Ingenieure abzuschöpfen, um auf dieser Grundlage ein eigenes Raketenprogramm entwickeln zu können. Ende 1947 hatten die deutschen Wissenschaftler ihre Schuldigkeit getan, als diese Nachbauten von deutschen V2-Raketen wiederholt erfolgreich gestartet sind, und dann haben die Sowjets das in eigene Hand genommen und ein Jahr später, im November 1948 hatten sie ja schon den ersten Start der sowjetischen R1-Rakete absolviert, die Koroljow auf Grundlage der deutschen V2 entwickelt hatte.“

Bis Ende 1947 erhöhte sich die Anzahl der deutschen Fachleute auf ca. 2.900 bis 3.000, darunter mehr als 200 Kriegsgefangene und mehr als 200 mit Arbeitsvertrag. 1948 arbeiteten ca. 1.300 Spezialisten innerhalb des Ministeriums für Luftfahrtindustrie (Flugzeuge, Strahltriebwerke, Flüssigkeitsraketentriebwerk und Flugabwehrraketen), 500 im Ministerium für Bewaffnung (Flüssigkeitsraketen), 320 im Ministerium für die Industrie der Fernmeldemittel (Radar und Funk), ca. 75 im Ministerium für Chemieindustrie, 33 und später 74 im Ministerium für Schiffbau (Kreisel- und Navigationssysteme), 27 im Ministerium für landwirtschaftlichen Maschinenbau (Feststoffraketentriebwerke), 14 im Ministerium für Kino- und Fotoindustrie, 3 im Ministerium für Erdölindustrie, und 107 in Betrieben des Ministeriums für Leichtindustrie.:108

### Luftfahrtindustrie

#### Triebwerks- und Flugzeugbranche
45 % der deutschen Fachleute (insgesamt 1.300) wurden vier Werken für das Ministerium für Luftfahrtindustrie zugeordnet. Der weitaus größte Teil wurde in zwei Konstruktionsbüros verschleppt. Das OKB-1 in Podberesje bei Moskau beschäftigte ehemalige Junkers-Mitarbeiter unter der Leitung von Brunolf Baade und Heinz Roessing. Das OKB-2 in Uprawlentscheski („Upra“, in manchen Quellen auch als Kuibyschew bezeichnet, ca. 900 km östlich von Moskau) beschäftigte ehemalige Siebel-, Heinkel- und BMW-Mitarbeiter unter der Leitung von Ferdinand Brandner, Alfred Scheibe, Karl Prestel und Peter Lertes. Zu den Arbeiten gehörten:
- das OKB-1 EF 126 als bemanntes Schlachtflugzeug mit Pulso-Antrieb in Anlehnung an das Fieseler Fi 103 (eingestellt im Juni 1948)
- die Entwicklungsflugzeuge OKB-1 EF 131 und EF-132 als Bomber auf Basis der Junkers Ju 287 mit sechs Jumo 004 Strahltriebwerken (eingestellt im August 1948)
- das Experimentalflugzeug OKB-1 EF 140 als Bomber und Aufklärungsflugzeug (eingestellt im Juni 1950)
- der Strahlbomber RB-2 (später EF-150 genannt) (eingestellt 1953)
- das DFS 346 als Experimentalflugzeug für Überschall (eingestellt nach einem Absturz im September 1951)
- das Propellerturbotriebwerk Junkers Jumo 012 im OKB-2 (Upra) als Weiterentwicklung des Jumo 004
- das verbesserte Strahltriebwerk BMW 003s im OKB-2 (Upra), das als russifizierte Variante RD-20 für die MiG-9 in Serienproduktion ging

Die Fachleute in Podberesje kehrten bis 1954 nach Deutschland zurück. Die Upra-Fachleute kehrten in mehreren Gruppen nach Deutschland zurück (170 im Oktober 1950, 160 im Dezember 1951, 186 im Juli und November 1953), außer 69 Fachleuten, die im November 1953 nach Sawjolowo versetzt wurden.

#### Elektrotechnik
Dem Ministerium für Kommunikationsmittelindustrie wurden 319 Spezialisten zugeordnet. 201 Spezialisten wurden dem NII-160 in Frjasino im Nordosten Moskaus zugeordnet mit dem Schwerpunkt der Entwicklung von Elektronenröhren, Magnetrons und Klystrons. 47 Spezialisten für die Funktechnik (u. a. das Telemetriesystem Messina) und Kreiselinstrumente, darunter Helmuth Faulstich und Werner Buschbeck, wurden dem NII-885 in Monino im Osten Moskaus zugeordnet, das eng mit dem NII-160 zusammenarbeitete.

#### Raketentechnik
Das Ministerium für Luftfahrtindustrie verpflichtete 23 deutsche Spezialisten für den Nachbau und die Weiterentwicklung des A4-Raketentriebwerks in Walentin Gluschkos OKB-456 in Chimki unter Leitung von Werner Baum; diese Gruppe durfte bereits im September 1950 heimkehren. Das Ministerium für Schiffbau verpflichtete 22 deutsche Spezialisten mit dem Schwerpunkt Kreiselinstrumente im NII-49 in Leningrad.
Das Ministerium für Bewaffnung unter Dmitri Ustinow beschäftigte ca. 180 Raketenspezialisten in Sergei Koroljows NII-88 in Podlipki bei Moskau und auf der Insel Gorodomlja im Seligersee unter der Leitung von Helmut Gröttrup. Die Mehrzahl der Fachleute durfte bis Juni 1952 heimkehren, 24 besonders wichtige Fachleute mussten bis November 1953 bleiben. Eine 5-köpfige Gruppe um Johannes Hoch wurde im August 1950 zur Entwicklung von Lenksystemen für Flugabwehrraketen nach Tuschino verlagert und dem Team von Josef Eitzenberger unter sowjetischer Leitung von Sergo Beria zugeordnet. Sie leisteten wichtige Beiträge für die sowjetische Flugabwehr, vor allem für die Entwicklung der S-25 Berkut.
Das Team in Gorodomlja arbeitete als „Filiale Nr. 1 des NII-88“ in den Jahren 1947 bis 1949 an Skizzenprojekten und Designstudien für Raketen mit größerer Nutzlast und Reichweite, im finalen Projekt G-4 (R-14) 3.000 kg auf eine Distanz von 3.000 km. Der US-amerikanische Raumfahrtingenieur Frederick Ordway III beschrieb das Ergebnis folgendermaßen:

„Die R-14, die schließlich von den Deutschen [1949] vorgeschlagen wurde, war sicherlich keine ‚aufgemotzte‘ V2. Sie war ein neuer Ansatz im Raketendesign. In der Tat war sie zu dieser Zeit allem, was von Braun und sein Team in den Vereinigten Staaten vorgeschlagen oder erdacht hatten, weit voraus.“

→ Hauptartikel: Sowjetische Raumfahrt#Der deutsche Entwicklungsbeitrag
Die abschließende Bewertung der Beiträge der deutschen Spezialisten ist umstritten, weil die Sowjetunion ab 1948 gegen den Kosmopolitismus kämpfte und positive Einschätzungen ihrer Leistungen unterdrückte, ja sogar ihre Beteiligung negierte. Doch konnten lt. Christoph Mick „die sowjetischen Konstrukteure die deutschen Pläne sorgfältig studieren und nützliche Überlegungen und Anregungen in ihre Projekte übernehmen“. 2016 bestätigte das Werk Svezda (russ. Звезда), das russische Nachfolgewerk der Filiale auf der Insel Gorodomlja (heute Solnetschny), die Bedeutung der deutschen Beiträge: „Die deutsche Erfahrung hinsichtlich Grundlagenforschung und praktischer ingenieurmäßiger Anwendung wurde eine gute Schule für die sowjetischen Wissenschaftler. Vom deutschen Kollektiv wurden viele wertvolle Ideen übernommen, die der sowjetischen Raketenindustrie viele Entwicklungsjahre und Fehler ersparten. […] In der technisch vereinfachten Konstruktion einer einstufigen Rakete mit konischer Form [Projekt G-2] wurden erneut viele Innovationen umgesetzt: Zum ersten Mal gab es keine Gasstrahlruder, die Rakete war mit Stufen in längslaufender und querlaufender Teilung versehen, mit einem Bündel von drei Triebwerken als Antriebsblock und einer Triebwerksregelung während der Beschleunigung.“
Den Spezialisten und ihren Angehörigen wurde bei Androhung von Repressalien untersagt, schriftliche Unterlagen wie z. B. Konstruktionsunterlagen und Tagebücher in die Heimat zu schicken oder bei der Heimreise mitzunehmen. Es erfolgte dennoch, wie deren Literatur sowie die Entwicklung des ersten deutschen Passagierstrahlflugzeuges 152 von Baade und Mitarbeitern zeigen.

#### Betroffene deutsche Einrichtungen (Auswahl)
- Arado Flugzeugwerke, Zweigwerk
- Askania Werke AG, Berlin-Friedenau[48]
- BMW, Unseburg bei Staßfurt
- DVL, Berlin-Adlershof
- Junkers, Dessau
- Heinkel-Werke Oranienburg, Oranienburg
- Heinkel-Werke, Rostock
- Institut Berlin (Geräte-OKB aus Berlin-Hohenschönhausen (auf Basis der Gesellschaft für elektroakustische und mechanische Apparate mbH (GEMA) und dem ehemaligen Oberspreewerk der AEG))[13]:160–164
- Institut Nordhausen (Zusammenlegung der Aktivitäten des Institut Rabe und des Büro Gröttrup, Wiederinbetriebnahme von Einrichtungen der Mittelwerk GmbH in Nordhausen, Kleinbodungen, Sömmerda und Lehesten)
- Institut Rabe (Apronym für Institut für RAketenBau und Entwicklung), Bleicherode
- Montania AG, Nordhausen
- Siebel Flugzeugwerke, Halle
- Siemens & Halske, Berlin
- Zentralwerke Bleicherode (Zusammenlegung aus Institut Berlin und Institut Nordhausen)[1]:91–105
- Flugzeug-OKB aus Halle
- OKB für Triebwerke aus Dessau
- OKB für Triebwerke aus Unseburg
- OKB für Diesel aus Dessau

##### Aufenthaltsorte in der UdSSR (Auswahl)
- Babuschkin bei Moskau
- Bolschewo,
- Chimki, OKB-456[39]
- Dserschinsk[49]
- Frjasino im Nordosten von Moskau[50]
- Gorodomlija – Insel im Seligersee, genannt „die Insel“[51][52], heute Solnetschny, NII-88
- Iljinskaja nahe Moskau
- Monino im Osten von Moskau
- Lis-chimstroi und der Nachbarort Rubeschnoje in der heutigen Ukraine
- Orechowo an der Kljasma in der Oblast Moskau[53]
- Podberesje[54][55][56], heute Dubna 3, ein Ortsteil von Dubna
- Podlipki in der Oblast Moskau, NII-88[52]
- Putilowo (bei Puschkino in der Oblast Moskau), KB-3[57]
- Sawjolowo, heute Stadtteil von Kimry in der Oblast Twer
- Tuschino im Norden von Moskau[58]
- Uprawlentscheski, Stadtteil von Kuibyschew/Samara an der Wolga, kurz Upra genannt[35]
- Walentinowka im Nordosten von Moskau (nahe Podlipki)

#### Betroffene deutsche Fachkräfte (Auswahl)
In der nachfolgenden Liste ist die Aufenthaltsdauer in der Sowjetunion angegeben, soweit bekannt.
- Werner Albring, TH Hannover, Hannover (bis Juni 1952)
- Erich Apel, Linke-Hofmann-Werke, Breslau (bis Juni 1952)[59]
- Friedrich Asinger, Martin-Luther-Universität, Halle-Wittenberg (bis 1954)
- Brunolf Baade, Junkers, Dessau (Oktober 1946 bis 1954)
- Georg Backhaus, Junkers, Dessau[60][61]
- Werner Baum, Heeresversuchsanstalt Peenemünde, Karlshagen[39] (bis September 1950)
- Josef Blass, Arado Flugzeugwerke, Zweigwerk Brandenburg an der Havel
- Günther Bock, DVL, Berlin-Adlershof (bis 1954)
- Hans Ulrich Brancke, Junkers, Dessau[62] (bis Juni 1952)
- Franz Bredendick, BMW, Staßfurt (bis Juli 1954)
- Helmut Breuninger, Askania Werke AG, Berlin-Friedenau[22] (bis Februar 1958)
- Werner Buschbeck (1900–1974), Telefunken (Leiter der Senderentwicklung), Berlin (bis Februar 1958)
- Rudolf Coermann, DVL, Berlin-Adlershof (Spezialist für Telemetrie)[1]:151 (bis Juni 1952)
- Oswald Conrad, Junkers, Dessau[63] (bis November 1953)
- Gerhard Cordes, Junkers, Dessau[64] (bis Juli 1954)
- Josef Eitzenberger, Radarspezialist, Institut Berlin (bis 1958)
- Norbert Elsner, TH Dresden, Dresden[65] (bis Juni 1952)
- Matthias Falter, AEG-Kabelwerk Oberspree, Berlin-Oberschöneweide[66] (bis 1951)
- Helmuth Faulstich, Ernst-Orlich Institut, Danzig (bis 1956)
- Hellmut Frieser, TH Dresden, Dresden[67] (bis Juni 1952)
- Karl-Hermann Geib, Leunawerke, Leuna[68][69]
- Siegfried Günter, Heinkel-Werke Oranienburg, Oranienburg (bis 1954)
- Helmut Gröttrup, Heeresversuchsanstalt Peenemünde, Karlshagen[70] (bis November 1953)
- Heinz Hartlepp, Askania-Werke, Berlin[71] (bis Juli 1954)
- Helmut Heinrich, TH Dresden, Dresden, und Junkers, Dessau (bis Juli 1954)
- Paul Herold, Leunawerk, Leuna[69]
- Johannes (Hans) Hoch, Universität Göttingen, Göttingen[1]:280 (1955 in der SU gestorben)
- Heinz Jaffke, Organisation Todt (Projektierung von Testlabors)[1]:150 (bis Juni 1952)
- Alois Jasper, Mittelwerk GmbH (Endmontage)[1]:63,137 (bis November 1953)
- Heinrich Kindler, Telefunken und Askania, Berlin (bis Februar 1953)
- Alfred Klose, Versuchsstelle des Heereswaffenamts für Raketenversuche (bis Juni 1952)
- Kurt Kracheel, Ingenieurschule Gauß, Berlin[1]:280
- Peter Lertes, Askania, Berlin[22]
- Kurt Magnus, Universität Göttingen (bis November 1953)
- Franz Matthes, Zentralwerke[72] (bis Juni 1952)
- Walther Pauer, TH Dresden, Dresden (bis Juni 1952)
- Alexander Pawlowitsch, BMW, Staßfurt[73] (bis November 1953)
- Fritz Preikschat, Gesellschaft für elektroakustische und mechanische Apparate (GEMA), Berlin-Köpenick[1]:137 (bis Juni 1952)
- Karl Prestel, BMW, Unseburg bei Staßfurt
- Heinz Rössing, Siebel, Halle
- Alfred Scheibe, Junkers, Dessau (bis Juli 1954)
- Rudolf Scheinost, BMW, Staßfurt[74] (bis Juli 1954)
- Theodor Schmidt, Universität Greifswald, Greifswald (bis November 1953)
- Gerhard Schmitz, Ernst Heinkel Flugzeugwerke, Rostock (bis 1954)
- Werner Schulz, Heeresversuchsanstalt Peenemünde, Karlshagen[70][75] (bis Juni 1952)
- Gustav Ernst Robert Schulze, Junkers, Dessau (bis Juli 1954)
- Wilhelm Schütz, Universität Jena (bis Juni 1952)
- Willi Schwarz, Heeresversuchsanstalt Peenemünde, Karlshagen[39][76] (bis September 1950)
- Heinrich Singer[77]
- Karl Viktor Stahl (Spezialist für den Start)[1]:158,264
- Konrad Toebe, Arado Flugzeugwerke[78][79] (bis Juni 1952)
- Wolf Trommsdorf, Heereswaffenamt[80][81]
- Karl-Joachim Umpfenbach, Physikalisch-Technische Reichsanstalt, Berlin[82][70] (bis November 1953)
- Fritz Viebach, Heeresversuchsanstalt Peenemünde, Karlshagen[1]:158 (bis November 1953)
- Heinrich Wilhelmi, DeTeWe, Berlin (bis Juni 1952)
- Hans Wocke, Junkers, Dessau
- Kurt Wohlfahrt[59] (bis November 1953)
- Hermann Wolff, AEG, Berlin (bis Februar 1953)
- Waldemar Wolff, Krupp, Essen[83][84] (bis Juni 1952)

- Liste aller Spezialisten in Podberesje[85]
- Liste aller Spezialisten in Uprawlentscheski[86]

### Optische und Glasbranche
Die sowjetische Anweisung für die Carl-Zeiss-Werke und das Jenaer Glaswerk Schott & Gen. in Jena behandelte der geheime Befehl Nr. 186 des Ministeriums für Bewaffnung der UdSSR vom 16. Juli 1946. Insgesamt wurden im Auftrag des Ministeriums für Bewaffnung knapp 300 Fachleute der Optik- und Glasbranche in die Sowjetunion verschleppt, darunter 111 in das Werk 393 in Krasnogorsk im Nordwesten Moskaus und 58 in das Werk 349 in Leningrad. Während von den Spezialisten der Luftfahrtindustrie eine umfangreiche Memoirenliteratur existiert, fehlt dies von den Jenenser Optik- und Glasspezialisten.
Standen in der Triebwerks- und Flugzeugbranche die Forschung und Entwicklung im Vordergrund des sowjetischen Interesses, so galt das sowjetische Interesse an der optischen und Glasbranche Jenas sowohl der Forschung und Entwicklung als auch dem Aufbau heimischer Produktion. Dies umfasste daher Entwicklungspersonal, Produktionspersonal zum Anlernen sowjetischer Fachkräfte und die umfangreiche Demontage von Produktionsausrüstungen. Jena war danach mit den verbliebenen restlichen Produktionsmitteln nicht mehr in der Lage, die von sowjetischer Seite geforderten Reparationsleistungen zu erbringen, wodurch es zu Differenzen zwischen der SMAD und Moskau kam. Ursprünglich war von Ustinow beabsichtigt, die Zeiss-Werke zu liquidieren, wozu es durch die sowjetische Seite (Erfüllung von Reparationsleistungen) und den Aufbauwillen der Zeiss-Belegschaft nicht kam.
Die Zeiss-Werke hat die Aktion Ossawakim insofern sehr hart getroffen, als US-amerikanische Truppen im Rahmen der sogenannten Carl-Zeiss-Werk-Mission bereits kurz nach der Besetzung Thüringens geplündert und anschließend bedeutsame Werksteile in die amerikanische Besatzungszone überführt hatten.

#### Betroffene deutsche Einrichtungen (Auswahl)
- Carl Zeiss, Jena[23][90]
- Jenaer Glaswerk Schott & Gen., Jena

#### Aufenthaltsorte in der UdSSR (Auswahl)
- Isjum
- Leningrad, NII-380[91]
- Lytkarino
- Moskau
- Nowosibirsk
- Kiew
- Krasnogorsk
- Kolomna/Zagorsk

#### Betroffene deutsche Fachkräfte (Auswahl)
- Horst Anschütz[88]
- Oskar Bihlmeier
- Paul Gänsewein
- Paul Görlich, TH Dresden und Zeiss Ikon, Dresden (bis 1952)
- Karl Gundlach
- Georg Günzerodt[88]
- Friedrich Hauser (bis 1952)[88]
- Wilhelm Kämmerer (bis 1953)
- Herbert Kortum, Friedrich-Schiller-Universität Jena, Jena (bis 1953)
- Alfred Krohs
- Konrad Kühne[88]
- Karl Linnemann
- Kurt Nowotny, Architekt
- Karl Papello, Carl Zeiss Jena (bis 1952)
- Franz Peter
- Artur Puls[88]
- Willy Röger, Carl Zeiss Jena
- Herbert Schorsch[88]
- Wilhelm Friedrich Gottfried Schütz[92], Friedrich-Schiller-Universität Jena[8]
- August Sonnefeld
- Harald Straubel[88]
- Walter Süss
- Robert Tiedecken
- Fritz Winter

### Sonstige Einrichtungen

#### Betroffene deutsche Einrichtungen (Auswahl)
- AEG-Kabelwerk Oberspree
- Hentschel, Staßfurt[6]
- Filmfabrik Wolfen[8]
- Farbfilmkopierwerk Sovexportfilm Berlin
- Telefunken, Berlin
- Wirkwarenfabrik Kötschen, Apolda
- Rheinmetall, Sömmerda[93]:69 f.
- Betriebe der Schwerindustrie aus dem Bezirk Chemnitz
- GEMA (Gesellschaft für elektroakustische und mechanische Apparate), Berlin-Köpenick
- Werke der IG Farbenindustrie AG[94]: Leuna-Werke in Leuna, Buna-Werke in Schkopau, Farbenfabrik Wolfen, Elektrochemisches Kombinat Bitterfeld in Bitterfeld, Werke Ammendorf in Ammendorf, Werk Böhlen in Böhlen

#### Aufenthaltsorte in der UdSSR (Auswahl)
- Schostka/Ukraine, Filmfabrik Wolfen[95]
- Gorki[96]
- Schelesnodoroschnaja[93]:69 f.

#### Betroffene deutsche Fachkräfte (Auswahl)
- Erich Habann, AEG-Kabelwerk Oberspree
- Paul Kotowski, Telefunken, AEG-Kabelwerk Oberspree
- Matthias Falter, AEG-Kabelwerk Oberspree (bis 1952)
- Werner Holzmüller, Labor, Konstruktionsbüro und Versuchswerk Oberspree (LKVO)[96] (bis 1952)
- Alfred Rieche, I.G. Farben, Wolfen (bis 1951)
- Kurt Meyer, Farbfilmkopierwerk Sovexportfilm Berlin (bis 1950)
- Paul Täubert, Technisches Projektbüro Berlin, Berlin-Schöneweide (bis 1952)

### Spätere Verschleppungen
Unabhängig von der Aktion Ossawakim wurden etwa 50-60 Häftlinge mit technischem Spezialwissen aus sowjetischen Speziallagern in der SBZ zur Arbeit in Konstruktionsbüros des NKWD/MWD deportiert, um dort unter Scharaschka-Bedingungen zu arbeiten. Eine weitere Gruppe von 200-250 Kriegsgefangenen (meist Handwerker, aber auch Wissenschaftler und Ingenieure) wurden aus Kriegsgefangenenlagern rekrutiert und Einrichtungen der Atomforschung zugeordnet.

## Widerstand
Während des Aufenthalts in der Sowjetunion gab es einige Fälle von Widerstand. Dieser richtete sich anfangs gegen die Verschleppung selbst, den rechtelosen Zustand ohne Arbeitsvertrag und die anfänglich oft katastrophalen Arbeits- und Wohnbedingungen. Da die Sowjetunion den deutschen Spezialisten deutlich höhere Gehälter und Essensrationen gewährten als sowjetischen Angestellten mit vergleichbarer Ausbildung, wurde jedoch in den ersten Jahren nur vereinzelt aktiver Widerstand geleistet, zumal Mangelwirtschaft und Hunger in der Nachkriegszeit in Deutschland abschreckend wirkten.:164–167 Zudem organisierten die deutschen Kollektive in ihren Aufenthaltsorten kulturelle Veranstaltungen und gegenseitige Hilfe, um das Leben angenehmer zu machen.
Mit zunehmender Dauer der Verschleppung kam es ab Mitte 1950 vereinzelt zu Streik. In Gorodomlja weigerten sich führende deutsche Spezialisten, weitere Aufgaben zur Raketentechnik zu bearbeiten, da ihnen Rüstungsminister Ustinow kein Datum der Rückkehr zusicherte. Die sowjetische Werksleitung ersetzte Helmut Gröttrup als Leiter des deutschen Kollektivs durch Johannes Hoch und dann Waldemar Wolff, die sich kooperativer verhielten, und beauftragte die deutschen Spezialisten nur noch mit zweitrangigen und voneinander isolierten Aufgaben.:219–223 In der Flugzeugindustrie kam es Ende 1953 zu Protesten, als der ursprünglich geplante Rückkehrtermin verschoben wurde und Upra-Spezialisten nach Sawjolowo verlegt wurden. Den Spezialisten für Lenkwaffen und Radartechnologie in Tuschino war vertraglich die Rückkehr im Februar 1955 zugesichert. Nach einer Ankündigung der Verlängerung bis Ende 1957, kam es zu Streikdrohungen, Aufstand der Ehefrauen und eingeschlagenen Fensterscheiben.

## Rückkehr
Nach einer Isolierungsphase, in der sie nur noch in nebenrangige sowjetische Entwicklungen involviert waren, kehrten die Spezialisten in den Jahren 1950 bis 1958 nach Deutschland oder Österreich zurück, davon mehr als 90 % bis 1954. Vor ihrer Abreise wurden sie zur Verschwiegenheit über die Jahre in der Sowjetunion belehrt. Die in die DDR zurückgekehrten Spezialisten erhielten in der Regel großzügige Angebote für leitende Stellungen, ihre Familien bevorzugt Wohnraum. Überläufer in den Westen berichteten dem britischen Secret Intelligence Service (MI6) und dem amerikanischen CIA über die Ergebnisse der Forschungsarbeiten.
Zu den Spätheimkehrern gehörten insbesondere die Spezialisten für Lenkwaffen und Radartechnologie aufgrund ihrer Kenntnisse zur sowjetischen Flugabwehr. Im September 1956 durften nur diejenigen zurückkehren, die für die DDR optiert hatten.

## Rezeption
In der zweiten Hälfte des 20. Jahrhunderts war „Aktion Ossawakim“ ein Synonym für diese Verschleppung. Einige Historiker vermeiden heute diese Benennung. Von den Betroffenen und deren Nachfahren wird er abgelehnt. Nach Christoph Mick war bis 2000 diese Bezeichnung bislang nur durch Agentenberichte des amerikanischen und britischen Geheimdienstes bezeugt.
Die vermeintlich sowjetische Quelle dieser Benennung konnte bis heute (2017) trotz umfangreicher Recherchen u. a. von Dieter Scheller und Matthias Uhl in deutschen und sowjetischen/russischen Archiven nicht gefunden werden. Ebenso findet sich diese Benennung nicht in den Unterlagen des Ministeriums für Staatssicherheit. In deren Akten wird nur sehr allgemein formuliert, dass sich entsprechende Wissenschaftler im relevanten Zeitraum in der UdSSR aufgehalten haben.
welt Online wies 2021 darauf hin, dass die USA bereits rund ein Jahr zuvor mit der Operation Paperclip eine ähnliche Aktion begonnen hatten, so dass die Aktion Ossawakim als Reaktion darauf gesehen werden kann. Die Anzahl der teils freiwillig, teils unter Druck in die USA übergesiedelten Fachkräfte war gesetzlich auf 450 begrenzt.

## Die Folgen für die Technikentwicklung

### Triebwerks- und Flugzeugbranche
Den Nutzen dieser Arbeitsjahre beurteilen die Fachleute aus Podberesje wie folgt: Sie trugen in erheblichem Maße dazu bei, ihren russischen Kollegen zu vermitteln, wie Arbeitsprozesse zu planen und wie diese Pläne durch harte Disziplin einzuhalten sind. Von sowjetischer Seite wird dies bestätigt: Die deutschen Spezialisten arbeiteten in genauem Zeitregime. Der Obermeister stellte eine unumstrittene Autorität dar. Die Disziplin der Arbeiter und des gesamten ingenieurtechnischen Personals war hoch. Von sieben Flugzeugtypen in elf Varianten vornehmlich für militärische Einsatzzwecke wurden sieben Maschinen gebaut und im Flug erprobt, darunter der Experimentalbomber EF 140 mit negativ gepfeilten Flügeln.

### Optische und Glasbranche
Betrachtet man die Resultate der Demontage und des Arbeitseinsatzes der Zeissianer in der UdSSR aus der Sicht des Ministeriums für Bewaffnung unter Minister Ustinow, dann haben sich Erwartungen nur zum Teil erfüllt. Es war nicht gelungen, ein neues Zentrum der feinmechanisch-optischen Industrie aufzubauen, dessen Erzeugnisse der UdSSR auf dem internationalen Markt eine herausragende Position verschafften.

### Weitere Entwicklungen
Nachfolgend werden eine Auswahl von Entwicklungen und Ereignissen genannt, die im Vorgenannten ihre Wurzeln haben:
- Unter der Leitung von Brunolf Baade, nach seiner Rückkehr aus der Sowjetunion 1952, erfolgte der Aufbau der Flugzeugindustrie der DDR, darunter insbesondere die VEB Flugzeugwerke Dresden. Noch während der Zeit der Quarantäne wurden die Konstruktionsunterlagen für das Passagierstrahlflugzeug 152 erarbeitet. Diese durften jedoch nicht aus der Sowjetunion ausgeführt werden und wurden erneut aus dem Gedächtnis entwickelt. Es war das erste deutsche Passagierstrahlflugzeug.
- Das Strahltriebwerk Pirna 014 aus DDR-Entwicklung für den VEB Flugzeugwerke Dresden war das erste nach dem Zweiten Weltkrieg auf deutschem Boden entwickelte Strahltriebwerk. Ein Exemplar steht in der Luftfahrthalle des Deutschen Museums in München,[109] ein weiteres im Verkehrsmuseum Dresden.
- Deutsche Triebwerksspezialisten waren nach dem Zweiten Weltkrieg auch im Ausland sehr gefragt. So stellt Ferdinand Brandner im Auftrag der ägyptischen Regierung unter Gamal Abdel Nasser 1960 eine Gruppe u. a. aus SU-Spezialisten zusammen, die bis 1968 in Heluan erfolgreich tätig waren.[109]

## Zeitgenössische Presseberichte
„Während die Zwangsverschickung deutscher Spezialarbeiter aus Berlin in die Sowjetunion, von der bisher etwa 500 Techniker und Elektroarbeiter betroffen wurden, noch im vollen Gange ist, begann eine ähnliche Maßnahme in Halle und in Dessau, wo bisher etwa 1000 Angestellte und Arbeiter zur angeblichen freiwilligen Abwanderung nach Rußland aufgefordert wurden. Unter den aus dem russischen Sektor Berlins Evakuierten war angeblich Prof. E. Habann, eine bekannte Autorität auf dem Gebiet der Hochfrequenz.“

„Zu den Meldungen über eine angebliche Verschleppung von Arbeitern aus der russischen Zone erklärten die russischen Militärbehörden: Kein Deutscher wurde nach der Sowjetunion zwangsverschickt, eine Anzahl Spezialarbeiter ist mit ihren Familien nach Rußland gereist, nachdem sie sich freiwillig in einem Vertrag venpflichteten‚ zwei bis drei Jahre in der russischen Industrie tätig zu sein.“

„Der Berichterstatter des Londoner Rundfunks, Beer, der sich derzeit in Berlin aufhält, meldet zu der Verschleppung: ‚Es ist klar, daß die Überführung deutscher Arbeiter nach Rußland nicht eine Vergeltungsmaßnahme der Wahlniederlage der SED ist, sondern das diese Maßnahmen auch in den anderen russischen Besatzungsgebieten durchgeführt wurden, in denen die SED als stärkste Partei aus dem Wahlkampf hervorging. Es handelt sich vermutlich um eine seit einiger Zeit vorbereitete Maßnahme, die auf die Zeit nach den Wahlen verschoben wurde, um das Wahlergebnis nicht ungünstig zu beeinflussen.‘“

„Wie das Foreign Office mitteilt, wurde eine gewisse Anzahl deutscher Techniker aus der englischen Besatzungszone in Deutschland von der britischen Regierung nach Großbritannien berufen. Man legt Wert darauf, festzustellen, daß sich diese Facharbeiter freiwillig nach Großbritannien begaben. Andererseits erklärt man in unterrichteten Kreisen, daß die Angelegenheit der Verschleppung deutscher Fachleute durch die Russen nicht über den Rahmen der alliierten Kommandantur hinaus gegangen sei und sie zu keinem diplomatischen Schritt zwischen den Besatzungsmächten Veranlassung gab.“

„Eine ausführliche Erklärung der russischen Besatzungsbehörden zur Frage der Überführung deutscher Techniker und Facharbeiter wurde in den unter russischer Kontrolle stehenden Berliner Zeitungen veröffentlicht. Die Erklärung tritt in zwei Punkten in den Vordergrund: 1. Nur wenige Gruppen deutscher Spezialisten, Ingenieure, Techniker und Arbeiter sind bisher abgereist. Sie wurden mit Arbeitsverträgen versehen. 2. Das russische Vorgehen folgt dem Beispiel der westlichen Alliierten, besonders England und Amerika.“

## Biographien Betroffener (Auswahl)
- Werner Albring: Gorodomlia. Deutsche Raketenforscher in Russland. Luchterhand, Hamburg 1991, ISBN 3-630-86773-1.
- Käte Brancke: Im goldenen Käfig. Unfreiwillig in Russland 1946–1952. R. G. Fischer Verlag, Frankfurt 1989, ISBN 3-89406-064-6.
- Irmgard Gröttrup: Die Besessenen und die Mächtigen. Im Schatten der roten Rakete. Steingrüben Verlag, Stuttgart 1958.
- Heinz Hartlepp (Hrsg.): Erinnerungen an Samara. Deutsche Luftfahrtspezialisten von Junkers, BMW und Askania in der Sowjetunion von 1946 bis 1954 und die Zeit danach. Aviatic, Oberhaching 2005, ISBN 3-925505-83-0.
- Harald Jancke: Spezialistenkind. Die Geschichte unserer Deportation von der Saale an die Wolga in Briefen. Books on Demand, 2011 (Online [abgerufen am 24. Oktober 2016]).
- Kurt Berner: Spezialisten hinter Stacheldraht. Ein ostdeutscher Physiker enthüllt die Wahrheit. Brandenburgisches Verlagshaus, Berlin 1990, ISBN 3-327-00672-5.
- Kurt Magnus: Raketensklaven. Deutsche Forscher hinter rotem Stacheldraht. Elbe-Dnjepr-Verlag, Klitzschen 2002, ISBN 3-933395-67-4.
- Dieter Scheller: Abenteuer Podberesje – als Sohn eines Junkers-Konstrukteurs in Russland. Projekte Verlag Hahn, 2016, ISBN 978-3-946169-08-6.
- Max Steenbeck: Impulse und Wirkungen. Schritte auf meinem Lebensweg. Verlag der Nation, Berlin 1977, DNB 780057503.
- Simone Trieder: Unsere russischen Jahre. Die verschleppten Spezialistenfamilien. Mitteldeutscher Verlag, Halle (Saale) 2018, ISBN 978-3-96311-023-8.

## Sonstige Literatur (Auswahl)
- Rainer Karlsch: Allein bezahlt? Die Reparationsleistungen der SBZ/DDR 1945–1953. Ch. Links Verlag, Berlin 1993, ISBN 3-86153-054-6.
- Jürgen Michels, Sergej Kuwschinow, Wladimir Srelow, Juri Woronkow: Deutsche Flugzeugspezialisten im sowjetischen Rußland. Leben und Arbeit 1945–1954. Poligrafičeskaja Firma INTELS-AG, Moskau 1996 (Band 1: an den Orten Podberesje, Samjelowo, Tuschino, Chimski in der Moskauer Region, 272 Seiten; Band 2: an den Orten Uprawlentscheski und Kasan in der Moskauer Region, 278 Seiten; Band 3: in deutschen Bibliotheken nicht verfügbar).
- Harro Zimmer: Der rote Orbit - Glanz und Elend der russischen Raumfahrt. Franckh-Kosmos, 1996, ISBN 3-440-07226-6.
- Olaf Przybilski: Die deutschen Raketenspezialisten in der UdSSR. Vom deutschen Aggregat zur sowjetischen Rakete. Bernard & Graefe, Bonn 1997, ISBN 978-3-7637-5960-6, S. 222–253 (in: Jürgen Michels, Peenemünde und seine Erben in Ost und West. Entwicklung und Weg deutscher Geheimwaffen).
- Christoph Mick: Forschen für Stalin, deutsche Fachleute in der sowjetischen Rüstungsindustrie 1945–1958. R.Oldenbourg Verlag, München / Wien 2000, ISBN 3-486-29003-7.[115]
- Dimitri Alexejewitsch Sobolew: Deutsche Spuren in der sowjetischen Luftfahrtgeschichte. Die Teilnahme deutscher Firmen und Fachleute an der Luftfahrtentwicklung in der Sowjetunion. Mittler, Hamburg 2000, ISBN 3-8132-0675-0.
- Matthias Uhl: Stalins V-2: Der Technologietransfer der deutschen Fernlenkwaffentechnik in die UdSSR und der Aufbau der sowjetischen Raketenindustrie 1945 bis 1959. In: Wehrtechnik und wissenschaftliche Waffenkunde. Band 14. Bernard & Graefe, 2001, ISBN 3-7637-6214-0 (archive.org [PDF] Dissertation an der Martin-Luther-Universität Halle-Wittenberg, 2000).
- Nadin Schmidt: Die Deportation der wissenschaftlichen Intelligenz an den Universitäten der SBZ nach 1945 und deren Re-Integration an den Universitäten der Bundesrepublik Deutschland und der Deutschen Demokratischen Republik. Hrsg.: Fakultät für Geschichte, Kunst- und Orientwissenschaften der Universität Leipzig. Leipzig 9. Juli 2015 (200 S., Dissertation zur Erlangung des akademischen Grades Doctor Philosophiae).
- Christian Klösch: Operazija Ossoawiachim. Österreichische Techniker im sowjetischen Raketenprogramm (1945–1958). In: Zeitgeschichte. Band 51, Nr. 2. Vienna University Press, Wien 2024.